# Hundred Year Hall
Albums de Grateful Dead
Dick's Picks Volume 2
(1995) Dick's Picks Volume 3
(1995)
Hundred Year Hall est un album live du Grateful Dead sorti en 1995.
Ce double album comprend la majeure partie du concert donné au Jahrhunderthalle de Francfort le 26 avril 1972. L'intégralité du concert est parue en 2012 dans le coffret Europe '72: The Complete Recordings, qui retrace l'ensemble de la tournée européenne du Dead au printemps 1972.
Hundred Year Hall est le premier album du groupe paru après la mort de Jerry Garcia.

## Titres

### CD 1
1. Bertha (Jerry Garcia, Robert Hunter) – 5:41
2. Me and My Uncle (John Phillips) – 3:05
3. Next Time You See Me (Earl Forest, William Harvey) – 4:15
4. China Cat Sunflower (Garcia, Hunter) – 5:14
5. I Know You Rider (trad. arr. Grateful Dead) – 5:14
6. Jack Straw (Bob Weir, Hunter) – 4:47
7. Big Railroad Blues (Noah Lewis) – 3:54
8. Playing in the Band (Weir, Mickey Hart, Hunter) – 9:17
9. Turn On Your Love Light (Deadric Malone, Joseph Scott) – 19:13
10. Goin' Down the Road Feelin' Bad (trad. arr. Grateful Dead) – 7:32
11. One More Saturday Night (Weir) – 4:44

### CD 2
1. Truckin' (Garcia, Weir, Phil Lesh, Hunter) – 17:45
2. The Other One (Weir, Kreutzman) – 36:29
3. Comes a Time (Garcia, Hunter) – 6:45
4. Sugar Magnolia (Weir, Hunter) – 7:23

## Musiciens
- Jerry Garcia : chant, guitare, orgue
- Donna Jean Godchaux : chant
- Keith Godchaux : piano
- Bill Kreutzmann : batterie
- Phil Lesh : basse, chant
- Ron « Pigpen » McKernan : orgue, harmonica, percussions, chant
- Bob Weir : guitare rythmique, chant